# Памятник Шолом-Алейхему (Москва)
Памятник Шолом-Алейхему в Москве установлен в декабре 2001 года на пересечении Большой Бронной и Малой Бронной улиц в Пресненском районе города.

## История
Идея о создании памятника еврейскому писателю Шолом-Алейхему была подсказана скульптору Юрию Чернову одним из его друзей. Чернов разработал макет памятника, отлил его в бронзе и даже разослал его в российские, канадские и американские еврейские общины, однако не встретил ни понимания, ни заинтересованности в финансировании создания памятника, хотя его эскиз многим понравился. На одной из выставок эскиз памятника увидел тогдашний мэр Москвы Юрий Лужков и одобрил установку памятника в Москве. Был также найден спонсор — руководитель фирмы «Русское золото» Таранцев А. П., но он согласился оплатить лишь треть от предоставленной стоимости работ.
Иосиф Кобзон в ответ на жалобу Чернова о нехватке выделяемых спонсором средств сказал скульптору:
Евреи тебе дали много денег? Вот и укладывайся в то, что дают русские…
По этой причине в проект пришлось внести серьёзные изменения, чтобы уложиться в выделяемую сумму — были сокращены расходы на гранитные и земляные работы. В итоге памятник был торжественно открыт 26 декабря 2001 г. Архитектором памятника выступил Г. И. Копанс. Памятник был передан в дар Москве. Место установки памятника на пересечении Большой и Малой Бронных улиц было выбрано потому, что неподалёку с 1921 г. работал Еврейский театр, в котором ставились пьесы по произведениям Шолом-Алейхема. Здесь же открыта синагога на Большой Бронной.

## Описание памятника
Памятник Шолом-Алейхему высотой в 1,5 м отлит из бронзы и установлен на шестигранном постаменте из гранита. На постаменте выгравирован семисвечник и расположены рельефные фигуры героев произведений Шолом-Алейхема: Тевье-молочник, мальчик Мотл, артисты Роза и Лео. Надпись на памятнике в фигурной гранитной рамке гласит: 
ШОЛОМ-АЛЕЙХЕМУ 
 МОСКВИЧИ
Кроме того, надписи на памятнике перечисляют авторов памятника, спонсора и исполнителя работ.